# Klokkengieterij
Een klokkengieterij is een bedrijf waar klokken worden vervaardigd.

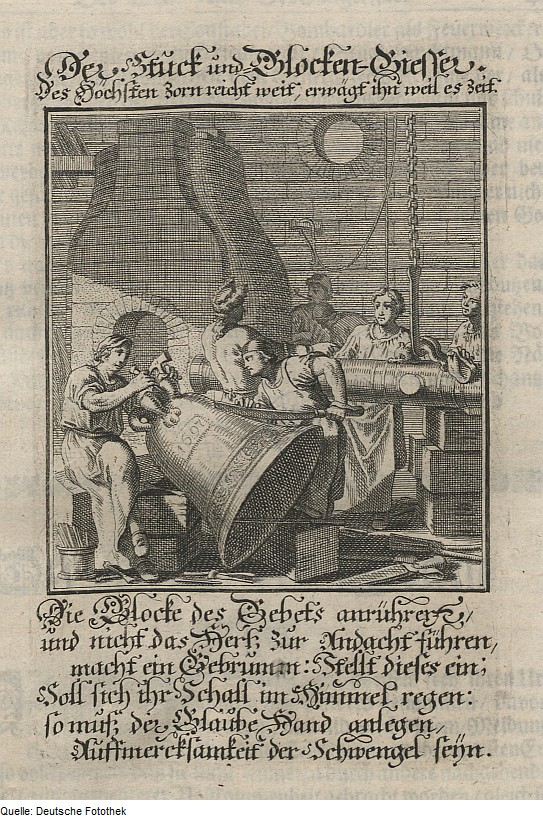
Geschutgieter en klokkengieter, Christoph Weigel, kopergravure, 1698

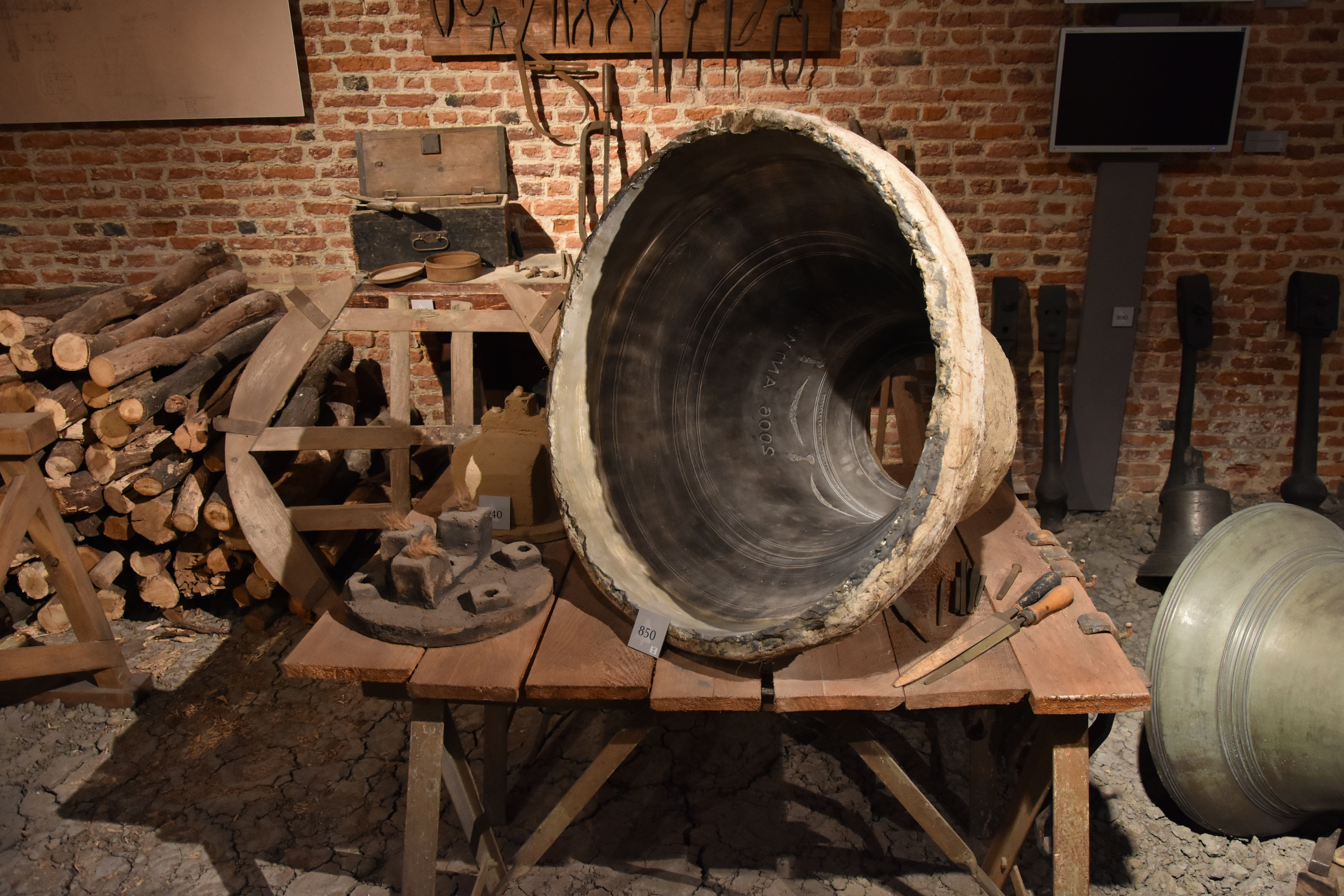
Reconstructie van een klokkengieterij in het Vleeshuis (Antwerpen)

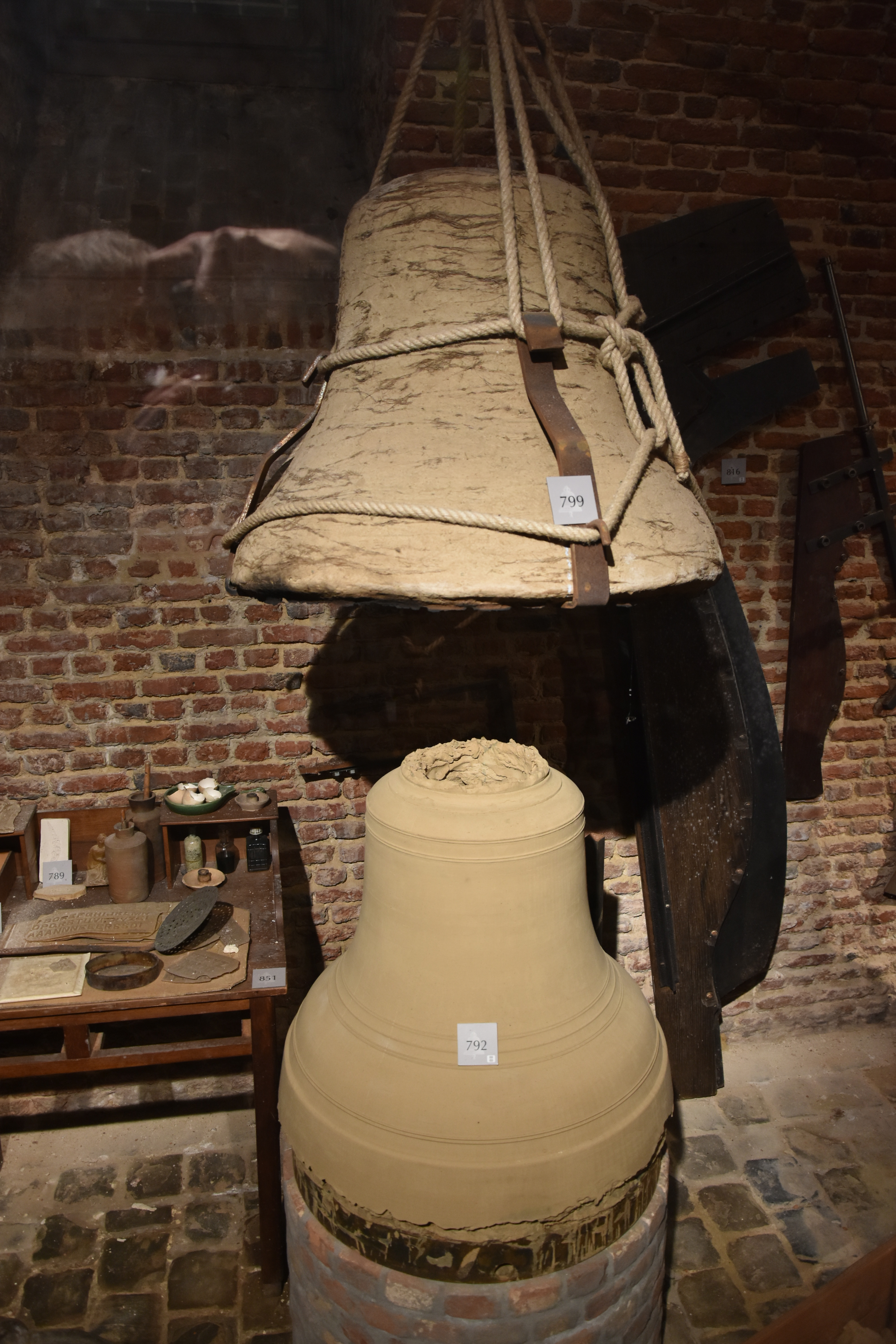
Klokkengieten in het Vleeshuis te Antwerpen

## Het oude productieproces
Vanouds gebeurt het vervaardigen van klokken met een gietvorm van leem, bestaande uit een binnenmal (de kern), een buitenmal (de mantel), en de kroonvorm. De laatste wordt in was gemodelleerd (verlorenwasmethode). De binnenmal heeft een kern van stenen, die besmeerd wordt met leem. Binnen in de stenen kern is ruimte voor een vuurtje om de leem te doen drogen. De valse klokvorm van zwakke leem wordt hierop aangebracht met behulp van een sjabloon, die draait om een spil. Dus boven op de binnenvorm wordt een laag zwakke leem aangebracht die met een andere mal tot de buitenkant van de toekomstige klok wordt gevormd en die de 'valse klok' wordt genoemd, daar ze verwijderd wordt voordat het gietproces begint: ze vertegenwoordigt het volume van de klok. Alvorens de opschriften en versieringen van de toekomstige klok worden aangebracht van bijenwas, wordt de spil met de sjabloon verwijderd
Uiteindelijk wordt de lemen mantel er om aangebracht, waarbij de valse klok de binnenmal is, deze buitenkant wordt versterkt met ijzeren ringen om de druk te kunnen weerstaan van het vloeibare brons. In de top van de mal wordt een trechter gemaakt, waarin de kroonvorm moet passen. Er worden metalen versterkingen aan de buitenmal aangebracht, die deels ook bedoeld zijn om de mantel op te kunnen hijsen. Dit is nodig om de valse klok, gemaakt van zwakke leem met was, te verwijderen. Vervolgens wordt de mantel weer op zijn plaats gezet, waarbij een conisch onderstuk zorgt voor een juiste positionering. Aan de bovenkant wordt een metalen klepeloog aangebracht.
Als ook de kroonvorm is aangebracht en het geheel in de gietkelder is geplaatst, die wordt opgevuld met aangestampte aarde, kan het gieten beginnen. Het te gieten materiaal is brons, dat wordt gesmolten in een smeltoven die uit een vuurhaard en een smelthaard bestaat. De brandstof is hout, olie of gas. In de kroonvorm zijn windpijpen uitgespaard om de vrijkomende gassen te laten ontsnappen. Het brons moet een temperatuur van 1100 °C bezitten voor het gegoten kan worden.
Na het gieten moet de klok, afhankelijk van de grootte, een dag tot een week afkoelen, of in extreme gevallen zelfs weken of maanden, zoals bij de Tsarenklok van 201 ton. Dan wordt hij uit de gietvorm geklopt en na schoonmaken door middel van borstelen is de klok in principe klaar. Als het een beiaardklok betreft wordt deze nog gestemd op een draaibank. De muzikale marges van speelklokken zijn erg klein. Luidklokken daarentegen behoren eigenlijk op toon gegoten te worden. De meesterklokkengieter Geert van Wou te Kampen (1450-1527) was als een van de weinigen in staat complete reeksen op toon gegoten klokken te gieten.

## Het hedendaagse productieproces
Bovenstaande beschrijving geeft het oude gietproces weer. In wezen is het onveranderd gebleven, zij het dat materiaal als leem in Nederland niet meer wordt gebruikt. Ook ondersteunt moderne techniek de productie, zoals het stemmen met computers en numeriek bestuurde gereedschapswerktuigen. Klokkengieterijen vond men vroeger onder meer daar waar leem voorhanden is. Dit is de reden van het bestaan van drie klokkengieterijen in het oosten van de provincies Groningen en Noord-Brabant. Tegenwoordig giet men in Nederland alleen in mallen van vuurvast chamottecement. De meeste klokkengieters in de wereld gebruiken nog steeds leem voor hun vormen, alleen die in Nederland, Paccard in Frankrijk, Olsen Nauen in Noorwegen en Grassmayr in Oostenrijk niet. De leemvormmethode wordt dus nog steeds toegepast in onder andere Italië, Spanje, Griekenland, Frankrijk, en Zwitserland. In Duitsland wordt in alle gieterijen nog steeds met leem gewerkt, wat een betere klank zou geven doordat de klok in leem langzamer afkoelt.

## Overzicht per land

### België
In 1980 sloot de laatste klokkengieterij in België, de Leuvense firma Sergeys, haar deuren. Hiermee kwam een einde aan een traditie van 500 jaar beiaardbouw in het land.:p. 45
In zijn boek Beiaarden in België noemt Jef Rottiers als belangrijkste historische klokkengieters de geslachten Waghevens (Mechelen) en Van den Gheyn (Mechelen, Tienen, Leuven), Melchior de Haze (Antwerpen), Willem Witlockx (Antwerpen, Mechelen) en Joris Durnery (Antwerpen, Brugge) voor de periode midden 15e tot aanvang 19e eeuw; de firma's Van Aerschodt (Leuven, opvolgers van de laatste Van den Gheyn) en Michiels (uit Mechelen afkomstig, die zich te Doornik vestigde), voorts Grongnart (Bergen, 16e en 17e eeuw), Tordeur (Nijvel, 17e eeuw), Barbieux (Doornik, 18e eeuw), alsook Martin en Nicolas Legros (Luik, 18e eeuw).

### Nederland

#### Historisch
Vroeger bestonden er veel klokkengieterijen, bijvoorbeeld in Hoorn, Enkhuizen, Zutphen en in Rotterdam, waar het geslacht Ouderogge drie generaties lang heeft bestaan aan de Hoogstraat en behalve vele klokken en kanonnen ook in 1622 het standbeeld van Desiderius Erasmus heeft gegoten. In Amsterdam werkten onder andere de gieters Pieter en François Hemony. Zij kregen vooral grote internationale bekendheid door het ontwerpen, gieten en vooral het stemmen van carillonklokken technisch te vervolmaken met hulp van de Utrechtse beiaardier en fluitspeler jonkheer Jacob van Eyck. In de Amsterdamse stadsgieterij goten zij behalve geschut ook de beelden voor het toenmalige stadhuis, wat nu het Paleis op de Dam is.

#### Huidige klokkengieters
- Klokkengieterij Eijsbouts te Asten.[3]
- Klokken- en Kunstgieterij Reiderland te Beerta en Finsterwolde.
Nadat klokkengieterij Van Bergen te Heiligerlee in 1980 de poorten sloot, zette de Utrechter Simon Laudy vanaf 1988 de lange traditie van klokkengietersactiviteiten in het noorden van Nederland voort. Aanvankelijk voerde hij zijn activiteiten uit onder de vlag van het klokkengieterijmuseum.[4] In 1995 vestigde Laudy zich zelfstandig onder de naam Laudy, Klokken- en Kunstgieterij Reiderland. Simon Laudy staat onder meer bekend om zijn aanvullingen van bestaande beiaarden (in samenwerking met Gideon Bodden[5]) en historische geluien zoals in de toren van de Bovenkerk[6] te Kampen.
- Klokkengieterij Petit & Fritsen te Aarle-Rixtel.[7]
Deze laatste klokkengieterij is in 2014 opgeheven. Op 24 februari 2014 meldde het Brabants Dagblad dat Eijsbouts de activiteiten van Petit & Fritsen overneemt. Als reden werd genoemd dat Petit & Fritsen met een opvolgingsvraagstuk kampte. Van de 16 werknemers van Petit & Fritsen kunnen er 9 aan de slag bij Eijsbouts.

### Zwitserland
Theresia Brandenberg (1763-1845) was een van de weinige klokkengieters in Zwitserland.
Oostenrijk
In Innsbruck bestaat sinds 1599 Glockengiesser Grassmayr.